# L'Ombre de la terre
Pour plus de détails, voir Fiche technique et Distribution.
L'Ombre de la terre (arabe : ظل الأرض soit Dhil al ardh) est un film tunisien réalisé en 1982 par Taïeb Louhichi. Le film reçoit plusieurs prix dont les prix du meilleur scénario et du meilleur opérateur au Festival panafricain du cinéma et de la télévision de Ouagadougou ; il est également primé à la Semaine de la critique à Cannes.

## Synopsis
C'est l'histoire de gens qui vivent à l'ombre de la terre, dans une région désertique et frontalière du sud de la Tunisie. Une famille de nomades vivant dans un campement regroupant le patriarche, ses fils et ses neveux est confrontée à la famine et aux maladies. Les fils se voient obligés de se rendre en ville, à l'étranger ou de s'engager dans l'armée. Le fils aîné étant mort à l'étranger, sa femme doit à son tour se déplacer vers la capitale pour récupérer son corps.

## Fiche technique
- Scénario : Taïeb Louhichi
- Réalisation : Taïeb Louhichi
- Directeur photo : Ramon Suarez
- Montage : Moufida Tlatli
- Son : Faouzi Thabet
- Décors : Nacer Khémir
- Musique : Egisto Macchi
- Production : Tanit, SATPEC, Les Films Molière, ZDF et NCO
- Langue : arabe
- Format : couleur (35 mm)
- Genre : drame

## Distribution
- Abdelkader Mokdad
- Despina Tomazani
- Hélène Catzaras
- Abdellatif Hamrouni
- Mouna Noureddine
- Rached Khemis

## Récompenses
- Festival de Cannes (1982) : Prix de l'Unesco et mention œcuménique[1]
- Festival international du film de Mannheim-Heidelberg (1982) : Doukat d'or[2]
- Festival du film de Taormine (1982) : Prix de la Cité et de la critique italienne[réf. nécessaire]
- Festival international du film de Moscou (1983) : Prix spécial du jury[réf. nécessaire]
- Festival panafricain du cinéma et de la télévision de Ouagadougou (1983) : Prix du meilleur scénario et Prix du meilleur opérateur[3]
- Vues d'Afrique (1985) : Grand Prix des Journées du cinéma africain de Montréal[4]